# 2gether, ze groupe
2gether, ze groupe (2gether: The Series) est une série télévisée à comédie de situation américano-canadienne en 19 épisodes de 24 minutes, créée par Brian et Mark Gunn, et diffusée entre le 15 août 2000 et le 19 mars 2001 sur MTV.
En France, la série a été diffusée sur France 2 et Filles TV. Elle reste inédite dans les autres pays francophones.

## Synopsis
La serie est à propos d'un boys-band (2gether) qui a un problème avec l'ascension vers le succès.

## Distribution

### Le band
- Evan Farmer (en) : Jerry O'Keefe
- Noah Bastian (en) : Chad Linus
- Kevin P. Farley : Doug Linus
- Alex Solowitz (en) : Mickey Parke
- Michael Cuccione (en) : Jason « Q.T. » McKnight

### Acteurs récurrents et invités
- Brenda James : Elizabeth « Liz » Porter
- Dave McGowan : Tom R. Lawless
- Emily Holmes : Lita
- Lauren Lee Smith : Erin Evans (saison 1)
- Bradley Needham : Jessie Noble (saison 1)
- Steve Byers : Ab Cedee (saison 1)
- Roger R. Cross : Glenn Brummer (saison 1)
- Blu Mankuma : Marvin Boyd (saison 1)
- Allison Munn : Cindy (saison 2)

## Épisodes

### Première saison (2001)
1. Lorelei: Pilot
2. Crying
3. Bunny
4. Rage
5. Solo
6. Hotties
7. Waxed
8. Boss
9. Dad
10. Dead
11. Awesomeness
12. Dumped
13. Forever I

### Deuxième saison (2002)
1. Pirates
2. Lovechild
3. Jillie
4. Lyrics
5. Kiss
6. Fat